# Lill-Öringstjärnen
Lill-Öringstjärnen är en sjö i Åre kommun i Jämtland och ingår i Indalsälvens huvudavrinningsområde.